# Max Kiesling
Max Kiesling (* 4. Januar 1866 in Pohlitz bei Greiz; † 24. Oktober 1930 in Leipzig) war ein deutscher Cellist und von 1892 bis 1924 Mitglied des Gewandhausorchesters Leipzig.

## Leben

Grabstätte Max Kiesling und Angehörige, Südfriedhof Leipzig

Max Kliesling, der Sohn eines Kaufmanns, erhielt als Vierzehnjähriger einen drei Jahre währenden Unterricht im Violoncello-Spiel bei Musikdirektor Friedrich Hundhammer in Reichenbach. Er war anschließend Mitglied der Kapelle des Herrn Reichmann in Bad Salzbrunn. Von 1882 bis 1885 besuchte er das Leipziger Konservatorium, wo er Schüler von Alwin Schröder und Julius Klengel war. Im März 1885 legte er dort seine Prüfung ab.
Nach Stationen in den Kurorchestern von Bad Reichenhall und Karlsbad, leistete er seinen Militärdienst in Altenburg ab. Ab 1890 war er Mitglied des fürstlich-altenburgischen Orchesters.
Ab dem 16. Mai 1892 war er Mitglied des Gewandhausorchesters in Leipzig. Am 1. März 1893 wurde er in den Orchester-Pensionsfonds aufgenommen.
Ab 1899 war er 1. Solocellist des Gewandhaus- und Theaterorchesters als Nachfolger von Georg Wille.
1908 spielte er als 1. Solocellist bei den Bayreuther Festspielen. Ebenso trat er auf Konzerten in Erscheinung.
Im Verlag Breitkopf & Härtel gab er Orchesterstudien für Violoncello aus den Bühnen- und Konzertwerken von Richard Wagner heraus. 
Max Kiesling war verheiratet mit Minna, geborene Naundorf (* 27. September 1875; † 13. Oktober 1959). Der Ehe entstammten die Söhne  Walter (1897–1972), Curt (1898–1970) und Fritz (1900–1963).